# Actinote confluens
Actinote confluens är en fjärilsart som beskrevs av Jordan 1913. Actinote confluens ingår i släktet Actinote och familjen praktfjärilar. Inga underarter finns listade i Catalogue of Life.